# Berberis victoriana
Berberis victoriana är en berberisväxtart som beskrevs av D.F. Chamberlain och C.M. Hu. Berberis victoriana ingår i släktet berberisar, och familjen berberisväxter. Inga underarter finns listade i Catalogue of Life.